# Novembre 1920
 (novembre 2020).
Si vous disposez d'ouvrages ou d'articles de référence ou si vous connaissez des sites web de qualité traitant du thème abordé ici, merci de compléter l'article en donnant les références utiles à sa vérifiabilité et en les liant à la section « Notes et références ».
Novembre 1920 est le 11ème mois de l'année 1920.

## Événements
- Élections pour une Assemblée constituante en Yougoslavie.

- 1er novembre : l'Aeromarine West Indies Airways inaugure une ligne internationale entre Key West (États-Unis) et La Havane (Cuba).

- 2 novembre : Élection de Warren Harding (républicain) comme président des États-Unis

- 4 novembre : le pilote français Bernard Barny de Romanet bat le record de vitesse pure : 309,012 km/h sur un « Spad-Herbemont ».

- 7 novembre : 
  - Pose de la première pierre d'une nouvelle église à Marseille, la future Basilique du Sacré-Cœur, construite dans le quartier du Prado, pour commémorer la peste de 1720 et servir de mémorial de la Première Guerre mondiale.
  - Défaite définitive des armées blanches du général Piotr Nikolaïevitch Wrangel en Crimée. 146 000 personnes dont 70 000 soldats sont évacuées en trois jours par bateaux vers Constantinople.

- 11 novembre :
  - transfert du cœur de Léon Gambetta au Panthéon de Paris ;
  - inhumation du Soldat inconnu sous l'Arc de triomphe de l'Étoile.

- 12 novembre : traité de Rapallo sur Fiume entre Italie et Yougoslavie.

- 17 novembre : érection en vicariat apostolique de l'Ontario nord qui deviendra plus tard le diocèse de Hearst.

Joseph-Jean-Baptiste Hallé est son premier évêque.
- 18 novembre : 
  - Eleftherios Venizelos battu aux élections, quitte la Grèce pour Paris. Un plébiscite rappelle le roi Constantin Ier de Grèce en décembre.
  - La Russie soviétique est le premier État à légaliser l'avortement.

- 21 novembre :
  - massacre du palais d'Accursio à Bologne
  - Bloody Sunday à Dublin

- 24 novembre : premier vol de l'hydravion allemand Dornier Delphin.

- 25 novembre : le lieutenant américain Corliss Moseley remporte le Trophée Pulitzer. Il gagne cette course  avec un Verville-Packard R-1: en moins de 45 minutes, il va réaliser le parcours de 187 kilomètres, soit une vitesse d'environ 251 kilomètres par heure[1].

## Naissances
- 1er novembre : Albert Ramon, coureur cycliste belge († 21 mars 1993).
- 8 novembre : Eugênio de Araujo Sales, cardinal brésilien, archevêque émérite de Sao Paulo († 9 juillet 2012).
- 15 novembre : Gesualdo Bufalino, écrivain italien († 14 juin 1996).
- 18 novembre : George Johnson, lieutenant-gouverneur du Manitoba († 8 juillet 1995).
- 19 novembre : Gene Tierney (actrice américaine) († 6 novembre 1991)
- 25 novembre : Noel Neill, actrice américaine († 3 juillet 2016).
- 27 novembre : Joseph Engelmajer, apatride (père polonais), fondateur de l'association Le Patriarche, devenue Dianova († 30 août 2007).
- 29 novembre : Egor Ligatchev, personnalité politique russe († 7 mai 2021).
- 30 novembre : Denise Glaser, productrice et présentatrice de télévision († 7 juin 1983).

## Décès
- 8 novembre : Abraham Kuyper, théologien et homme politique néerlandais (° 1837).
- 13 novembre : Luc-Olivier Merson, peintre français (° 21 mai 1846).